# Voldemar Väli
Voldemar Väli, né le 10 janvier 1903 à Kuressaare (Estonie) et mort le 13 avril 1997 à Stockholm (Suède), est un lutteur gréco-romain de nationalité estonienne.

## Palmarès
Il obtient la médaille d'or olympique en 1928 à Amsterdam en catégorie poids plume, ainsi que la médaille de bronze en catégorie poids légers lors des  Jeux olympiques de 1936 à Berlin. Il participe aussi aux Jeux olympiques de 1924 à Paris en catégorie poids plume, sans remporter de médaille.
Au niveau continental, il remporte la médaille d'or en catégorie poids plume en 1926 et 1927 et la médaille d'argent en 1930.